# Ago di Chiba
L'ago di Chiba è un ago lungo, a parete sottile, con un mandrino tagliente interno, originariamente progettato presso l'Università di Chiba, in Giappone, per la puntura con ago sottile (FNP) e per colangiografia percutanea transepatica (PTC).
Oggi è usato anche per altre procedure, come la nefrostomia percutanea (NCP) e le raccolte di liquidi.